# Jean Ann Kennedy
Jean Ann Kennedy Smith (Boston, 20 febbraio 1928 – New York, 18 giugno 2020) è stata una diplomatica e filantropa statunitense, ottava figlia di Joseph P. Kennedy e Rose Fitzgerald, quindi sorella di John Fitzgerald Kennedy.

## Biografia
Il 19 maggio 1956 sposò Stephen Edward Smith, dal quale ebbe due figli, e con il quale ne adottò altri due. Dopo la morte del marito, fu nominata da Bill Clinton ambasciatrice degli Stati Uniti in Irlanda dal 1993 fino al 1998. Nel febbraio 2011, il Presidente Obama l'ha insignita della Medaglia presidenziale della libertà, il massimo riconoscimento civile degli Stati Uniti d'America, per via del suo impegno nell'aiutare le persone affette da disabilità. 
È morta il 18 giugno 2020, all'età di 92 anni.

## Figli
Dal marito Stephen Edward Smith, Jean Anne ebbe:
- Stephen Smith Jr. (nato nel 1957)
- William Kennedy Smith (nato nel 1960)

la coppia adottò poi due figlie:
- Amanda Mary Smith (nata nel 1965)
- Kym Maria Smith (nata nel 1972 in Vietnam).